# Algonquin (vaisseau de ligne)
Pour les articles homonymes, voir Algonquin (homonymie).
L’Algonquin est un bâtiment de 72 canons de la marine royale, construit par René-Nicolas Levasseur, lancé le 3 juillet 1753 à Québec, en Nouvelle-France, et mis en service en septembre de cette même année,. C'est l'un des rares gros bâtiments de guerre français construit au Canada. Souffrant d'un important défaut de construction, sa carrière militaire est extrêmement courte. Il passe le plus gros de sa carrière à quai, réduit à l'état de ponton. 

## Armement et carrière
Le navire doit son nom à la tribu canadienne des Algonquins alliée de la France au Canada. Il est d'un type voisin des vaisseaux de 74 canons construits à l'époque. Percé à 14 sabords, il porte 28 canons de 36 livres sur sa batterie basse, 30 pièces de 18 sur sa deuxième batterie et seulement 14 pièces de 8 sur les gaillards, au lieu des 16 habituelles, ce qui explique sa puissance de feu légèrement réduite à 72 canons. Il souffre d'un grave défaut de construction : monté avec de mauvais bois et de fraiche coupe, c'est un bâtiment dangereux condamné à une courte carrière. 
En septembre 1753, il arrive à Brest. En 1755, alors que la tension monte entre la France et l'Angleterre, il est requis pour transporter des renforts pour le Canada. Il embarque neuf compagnies du régiment de la Reine le 14 avril à Brest. Pour ce faire, le vaisseau est armé en flûte et voit le nombre de ses canons réduit à 24. Il est commandé par le capitaine Jean Baptiste François de La Villéon. L'équipage est également réduit à 360 hommes, au lieu des 700 à 720 habituels.
Le bâtiment fait partie de la première division de l'escadre à destination de la Nouvelle-France, soit 11 transporteurs de troupes comme l’Algonquin, 3 vaisseaux et 4 frégates portant toute leur artillerie pour les escorter. Le 29 mai, il est séparé de l'escadre au large de Terre-Neuve à cause de la brume et du calme de la mer. Néanmoins, il réussit sa mission et échappe à la tentative de capture menée par l'escadre anglaise de Boscawen (contrairement à deux autres navires, le Lys et l'Alcide).
Revenu en France après cette mission, il est réduit en ponton à Brest en 1757. Après presque soixante années passées à quai, il est démoli en 1815.

### Sources et bibliographie
: document utilisé comme source pour la rédaction de cet article.
- (en) W.J. Eccles, France in America, New York, Harper & Row, Publishers, 1972 (présentation en ligne)
- Michel Vergé-Franceschi (dir.), Dictionnaire d'Histoire maritime, éditions Robert Laffont, coll. « Bouquins », 2002
- Jean Meyer et Martine Acerra, Histoire de la marine française : des origines à nos jours, Rennes, Ouest-France, 1994, 427 p. [détail de l’édition] (ISBN 2-7373-1129-2, BNF 35734655)
- Étienne Taillemite, Dictionnaire des marins français, Paris, Tallandier, coll. « Dictionnaires », octobre 2002, 537 p. [détail de l’édition] (ISBN 978-2847340082)
- Martine Acerra et André Zysberg, L'essor des marines de guerre européennes : vers 1680-1790, Paris, SEDES, coll. « Regards sur l'histoire » (no 119), 1997, 298 p. [détail de l’édition] (ISBN 2-7181-9515-0, BNF 36697883)
- Jean-Michel Roche (dir.), Dictionnaire des bâtiments de la flotte de guerre française de Colbert à nos jours, t. 1, de 1671 à 1870, éditions LTP, 2005, 530 p. (lire en ligne)
- Alain Demerliac, La Marine de Louis XV : nomenclature des navires français de 1715 à 1774, Omega, Nice, 1995.
- Onésime Troude, Batailles navales de la France, t. 1, Paris, Challamel aîné, 1867-1868, 453 p. (lire en ligne)
- Georges Lacour-Gayet, La Marine militaire de la France sous le règne de Louis XV, Honoré Champion éditeur, 1902, édition revue et augmentée en 1910 (lire en ligne)